# Uttenheim
Uttenheim é uma comuna francesa na região administrativa de Grande Leste, no departamento Baixo Reno. Estende-se por uma área de 4,76 km². Em 2010 a comuna tinha 564 habitantes (densidade: 118,5 hab./km²).